# Lëkurësi vár
A lëkurësi vár vagy Lëkurës vára (albán kalaja e Lëkurësit) egy középkori eredetű vár alapjain a 18. század végén emelt, mára részben átépített erődítés Délnyugat-Albániában, Vlora megyében, a Saranda Lëkurës nevű városrésze fölötti dombon, a Gjashtai-hágó (Qafa e Gjashtës) déli oldalán.

## Története
A történészek feltételezése szerint már I. Szulejmán építtetett itt egy erődítést 1537-ben, amikor a velencei uralom alatt álló Korfu szigetét ostromolta meg az oszmán sereg. Annyi bizonyos, hogy a hágó stratégiai szempontból kiváló helyszínül adódhatott, a dombtetőről ugyanis nem csak a Sarandai-öböl kikötőjét, Korfu szigetét és a Korfui-szorost, de a Butrinti-tavat és a Butrint–Saranda közötti utat is ellenőrizni lehetett. Régészeti feltárások alapján tudni lehet, hogy a középkor évszázadaiban valóban volt egy kisebb település a dombtetőn, lakóházak és egy kisebb templom alapjai is előkerültek. Felteszik, hogy eredetileg ez a település volt maga Lëkurës, a domb lábánál fekvő mai városnegyed ugyanis csak a 19. század utolsó harmadában alakult ki.
A feltételezett 16. századi vár alapjain a 18. század végén Ali Tepeleni pasa, a Portától függetlenedett dél-albániai hadúr épített egy erődöt, amely mintegy kétszáz katona helyőrségeként a 20. századig funkcionált, a kommunizmus évtizedeiben pedig laktanyaként működött. Az 1897-es görög–török háború során a vár körüli falut lakói elhagyták.
1970-ben a lëkurësi vár műemléki védelmet kapott, a rendszerváltás után, 1994–1995-ben azonban panorámateraszos étteremmé és bárrá alakították át az épületet. Az étkezési lehetőség mellett a vár gyakran helyszíne koncerteknek és egyéb szabadtéri programoknak.

## Leírása
A vár épületét az 1990-es évekbeli felújítás során részben átépítették. Különösen a várudvar szenvedett el nagyobb átalakítást, térkővel burkolt teraszokat alakítottak ki a vár teljes területén, az északi oldalra pedig egy éttermet építettek. A vár külső megjelenésében azonban megőrizte eredetiségét: a déli és keleti fal, a délkeleti bástya az épület eredeti szerkezeti elemei. A másik két falat rekonstruálták, illetve az északnyugati tornyon oda nem illő mellvédet alakítottak ki.
A vár maga közel négyzet alaprajzú, a tornyokat nem számítva falainak külső oldalai egy 42×44 méteres területet zárnak közre. A kőből épült falak 6,70–7 méter magasak, szélességük eléri a 2 métert. Az eredeti délkeleti torony szintén 7 méter magas. A várkapu a keleti oldalról nyílik, tőle jobbra, még a vár területén kívül egy késő bizánci kori templomot tártak fel, 17–18. századi freskókkal. Az ásatások alapján feltehető, hogy a vár 18. századi építésekor a templom már romos volt, a keleti várfalat ugyanis a főhajón keresztbeépítették.